# Oma (Fluss)
Die Oma (russisch Ома) ist ein Fluss von 268 Kilometern Länge (mit der Kleinen Oma (Худая Ома) 307 km) im Autonomen Kreis der Nenzen im Norden von Russland.
Er entspringt in der russischen Tiefebene im Permafrost-Gebiet und mündet nach nordwärtigem Lauf in der Mitte der Südseite der Tschoscha-Bucht der Barentssee.
Das Einzugsgebiet der Oma umfasst 5050 km². Der Fluss fließt überwiegend durch Sumpfland und nimmt links- wie rechtsseitig eine große Zahl von Nebenflüssen auf. 
Die größte Ortschaft am Flusslauf ist das gleichnamige Oma (⊙) mit 1000 Einwohnern. Sonst gibt es keine permanenten Einwohner. An seiner Mündung bildet der fischreiche Fluss ein breites Ästuar. Die Trichtermündung weist nach Osten.